# ملعب فيديكس فيلد
ملعب فيديكس فيلد (بالإنجليزية: FedExField)‏ (بالأصل: ملعب جاك كنت كيك) (بالإنجليزية: Jack Kent Cooke Stadium)‏، هو ملعب كرة قدم يقع في لاندوفر. يعتبر ملعب فيديكس فيلد الملعب الرئيسي لفريق كرة القدم الأمريكية واشنطن رد سكينز. من عام 2004 وحتى عام 2010، كان أكبر ملعب في الدوري الوطني لكرة القدم الأمريكية (NFL)، بسعة وصلت إلى أكثر من 91.000 مقعد. والقدرة الإستيعابية الحالية هي 82.000.

## نبذة عن الملعب
بُني ملعب فيديكس فيلد عام 1997 في مدينة لاندوفر، بضواحي واشنطن العاصمة، وهو يستضيف مباريات واشنطن رد سكينز ضمن منافسات كرة القدم الأميركية. وبفضل طاقته الاستيعابية التي تبلغ 82.000 مقعدا، فهو يُعتبر أكبر ملعب في بطولة كرة القدم الأمريكية.
استضاف فيديكس فيلد كأس العالم لكرة القدم للسيدات عام 1999 حيث جرت فيه أربع مباريات ضمن مرحلة المجموعات واثنتان خلال الدور ربع النهائي.

## وصلات خارجية
- Stadium site on Redskins.com
- FedExField at StadiumDB.com
- FedEx.com site
- Redskins Set Attendance Record...Again – 21 مارس 2005
- Redskins Fans Break Attendance Record – 6 يناير 2006